# Championnat d'Ouganda de football 2017-2018
Navigation
Edition précédente Edition suivante
La saison 2017-2018 du Championnat d'Ouganda de football est la 49e édition du championnat de première division ougandais. Les seize clubs engagés sont regroupés au sein d'une poule unique où ils s'affrontent à deux reprises, à domicile et à l'extérieur. En fin de saison, les trois derniers du classement sont relégués et remplacés par les trois meilleurs clubs de Big League, la deuxième division ougandaise.
C'est le club de Vipers SC, qui remporte la compétition cette saison après avoir terminé en tête du classement final, avec quatre points d'avance sur le tenant du titre. C'est le troisième titre de champion d'Ouganda de l'histoire du club qui est également en finale de la Coupe d'Ouganda, mais perd contre Kampala City Council. 

## Participants
- Bul FC
- Bright Stars FC
- Onduparaka FC
- Express Football Club
- Kampala City Council
- The Saints FC renommé UPDF FC
- Police Football Club
- Kirinya-Jinja SS
- Uganda Revenue Authority SC
- Proline SC
- Villa Sports Club
- Soana FC
- Vipers Sports Club
- Masavu FC - Promu de D2
- Maroons FC - Promu de D2
- Mbarara City FC - Promu de D2

- Le Saints FC est renommé UPDF FC (= Uganda Peoples' Defence Forces).
- Soana FC sera renommé Tooro United FC en fin de saison

## Compétition

### Classement
Le classement est établi sur le barème de points classique (victoire à 3 points, match nul à 1, défaite à 0). Pour départager les égalités, on tient d'abord compte de la différence de buts générale, puis du nombre de buts marqués, puis des confrontations directes.
| Rang | Équipe                      | Pts  | J  | G  | N  | P  | Bp | Bc | Diff |
| ---- | --------------------------- | ---- | -- | -- | -- | -- | -- | -- | ---- |
| 1    | Vipers SC                   | 65   | 30 | 19 | 8  | 3  | 50 | 20 | +30  |
| 2    | Kampala City Council'T'C    | 61   | 30 | 17 | 10 | 3  | 54 | 21 | +33  |
| 3    | Villa Sports Club           | 55-2 | 30 | 16 | 9  | 5  | 28 | 12 | +16  |
| 4    | Onduparaka FC               | 48   | 30 | 13 | 9  | 8  | 28 | 17 | +11  |
| 5    | Kirinya-Jinja SS            | 43-1 | 30 | 12 | 8  | 10 | 30 | 27 | +3   |
| 6    | Bul FC                      | 39   | 30 | 11 | 6  | 13 | 26 | 29 | -3   |
| 7    | Police Football Club        | 39   | 30 | 11 | 6  | 13 | 31 | 39 | -8   |
| 8    | Bright Stars FC             | 38   | 30 | 8  | 14 | 8  | 24 | 26 | -2   |
| 9    | Uganda Revenue Authority SC | 37   | 30 | 9  | 10 | 11 | 26 | 28 | -2   |
| 10   | Maroons FC P                | 37   | 30 | 6  | 19 | 5  | 18 | 20 | -2   |
| 11   | Mbarara City FCP            | 32   | 30 | 6  | 14 | 10 | 17 | 25 | -8   |
| 12   | Soana FC                    | 32   | 30 | 8  | 8  | 14 | 19 | 35 | -16  |
| 13   | Express Football Club       | 31   | 30 | 8  | 7  | 15 | 25 | 31 | -6   |
| 14   | UPDF FC                     | 29   | 30 | 7  | 8  | 15 | 22 | 41 | -19  |
| 15   | Proline SC                  | 28   | 30 | 7  | 7  | 16 | 27 | 34 | -7   |
| 16   | Masavu FC P                 | 26   | 30 | 5  | 11 | 14 | 18 | 41 | -23  |

|  | Qualification pour la Ligue des champions de la CAF 2018-2019 et pour la Coupe Kagame inter-club 2018 |
|  | Qualification pour la Coupe de la confédération 2018-2019                                             |
|  | Relégation directe en Big League                                                                      |
|  | T : Tenant du titre C : Vainqueur de la Coupe d'Ouganda 2018 P : Promu de Big League                  |

- Villa Sports Club deux points de pénalités et 2 buts déduits pour violences lors de la troisième journée.
- Kirinya-Jinja SS un point de pénalité et déduction de 1 but pour attaque verbale de l'entraîneur à l'encontre de l'arbitre lors de la huitième journée.

## Bilan de la saison
| Championnat d'Ouganda de football 2017-2018                        |                        |
| Champion                                                           | Vipers SC (3e titre)   |
| Coupes et trophées                                                 |                        |
| Vainqueur de la Coupe d'Ouganda 2017-2018                          | Kampala City Council   |
| Qualifications continentales                                       |                        |
| Ligue des champions de la CAF 2018-2019                            | Vipers SC              |
| Coupe de la confédération 2018-2019                                | Kampala City Council   |
| Coupe Kagame inter-club 2018                                       | Vipers SC              |
| Promotions et relégations                                          |                        |
| Promus en Championnat d'Ouganda de football                        | Ndejje University      |
| Promus en Championnat d'Ouganda de football                        | Nyamityobora FC        |
| Promus en Championnat d'Ouganda de football                        | Paidha Black Angels FC |
| Relégués en Championnat d'Ouganda de football de deuxième division | UPDF FC                |
| Relégués en Championnat d'Ouganda de football de deuxième division | Proline SC             |
| Relégués en Championnat d'Ouganda de football de deuxième division | Masavu FC              |